# Порох

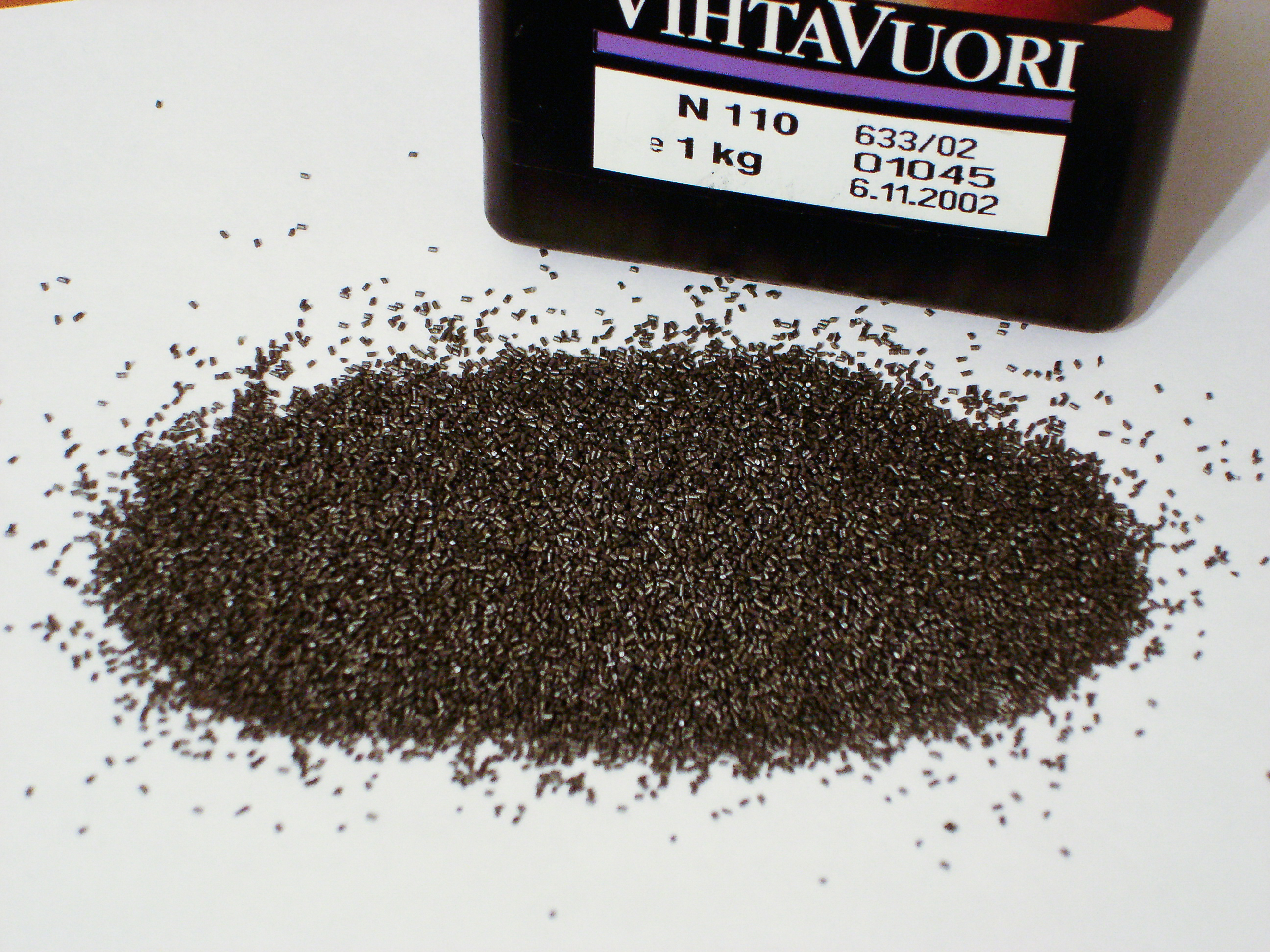
Нитроцеллюлозный бездымный порох N110

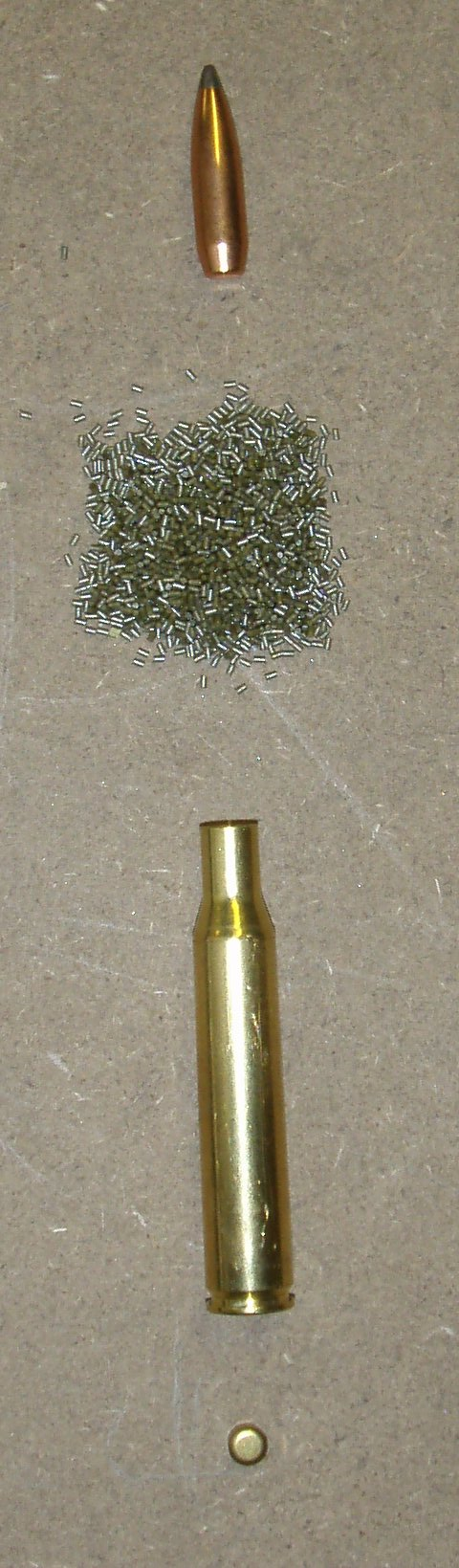
Патрон с бездымным порохом. Сверху вниз: пуля, порох, гильза, капсюль

По́рох — многокомпонентная твёрдая «взрывчатая» (бризантным веществом не являющаяся) смесь, способная к закономерному горению параллельными слоями, без доступа кислорода извне, с выделением большого количества тепловой энергии и газообразных продуктов, используемых для метания снарядов, движения ракет и в других целях.
Порох относят к классу метательных взрывчатых веществ.

## История

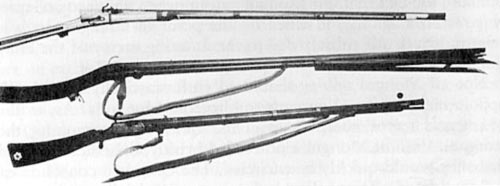
Фитильное огнестрельное оружие, Китай, династия Мин (1368—1644)

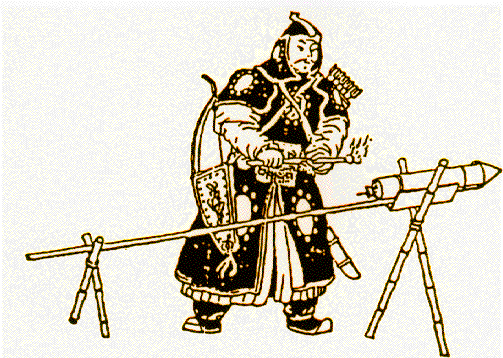
Ранняя китайская ракета

Первым представителем взрывчатых веществ был дымный порох — механическая смесь селитры, угля и серы, обычно в соотношении 5:3:2. Существует устойчивое мнение, что подобные составы появились ещё в древности и применялись главным образом в качестве зажигательных и разрушительных средств.
Существуют надёжные многочисленные свидетельства, что порох был изобретён в Китае. К середине первого века нашей эры селитра была известна в Китае и есть убедительные доказательства использования селитры и серы в различных комбинациях в основном для приготовления лекарств. Китайский алхимический текст Тао Хунцзина "Бэньцао цзин цзичжу " («Фармакопея с подборкой комментариев», кит. трад. 本草經集注), датированный 492 годом, описывает практический и надёжный способ отличить калийную селитру от других неорганических солей, служащий алхимикам для оценки и сравнения методов очистки — при сжигании калийной селитры образуется фиолетовое пламя. Древние арабские и латинские способы очистки селитры опубликованы после 1200 года. Первое упоминание о напоминающей порох смеси появилось в Taishang Shengzu Danjing Mijue по Qing Xuzi (около 808 года) — описывается процесс смешивания шести частей серы, шести частей селитры на одну часть кирказона (травы, которая обеспечивала смесь углеродом). Первым описанием зажигательных свойств таких смесей является Zhenyuan miaodao yaolüe — даосский текст предварительно датируемый серединой IX века нашей эры: «Некоторые нагревали вместе серу, реальгар и селитру с мёдом — в результате возникали дым и пламя, так что их руки и лица были сожжены, и даже весь дом, где они работали, сгорел». Китайское слово «порох» (кит. трад. 火藥, кит. упр. 火药, пиньинь huǒyào, буквально «Огонь медицины») вошло в употребление через несколько веков после открытия смеси. Таким образом, в IX веке даосские монахи и алхимики в поисках эликсира бессмертия по случайности наткнулись на порох. Вскоре китайцы применили порох для развития оружия: в последующие века они производили различные виды порохового оружия, включая огнеметы, ракеты, бомбы, примитивные гранаты и мины, прежде чем было изобретено огнестрельное оружие, использующее энергию пороха для метания снарядов.
Уцзин цзунъяо (кит. трад. 武經總要, упр. 武经总要, пиньинь wǔ jīng zǒng yào, буквально: «собрание наиболее важных военных методов») — китайский военный трактат, созданный в 1044 году при династии Северная Сун, составленный известными учёными Цзэн Гунлян, Дин Ду и Ян Вэйдэ, труд является первым в мире манускриптом, в котором приведены рецепты пороха, даёт описание различных смесей, в состав которых включены продукты нефтехимии, а также чеснок и мёд. Среди прочего упоминаются способы замедления горения пороха для создания фейерверков и ракет — если смесь не содержит достаточного для создания взрыва количества селитры (максимально количество селитры уменьшается на 50 %), то она просто горит. Вместе с тем, Собрание наиболее важных военных методов написано чиновником во времена династии Сун и нет достаточных свидетельств того, что он имел непосредственное отношение к военным действиям. Также нет никаких упоминаний применения (использования) пороха в летописях, описывающих войны Китая против тангутов в XI веке. Впервые опыт применения «Огненного копья» упоминается при описании осады Дэаня в 1132 году.
На сегодняшний день принят основной научный консенсус о том, что порох был изобретён в Китае и затем распространился по Ближнему Востоку, а позже попал в Европу. Возможно, это было сделано в IX веке, когда алхимики искали эликсир бессмертия. Его появление привело к изобретению фейерверков и ранних образцов огнестрельного оружия. Распространение пороха в Азии из Китая в значительной степени приписывается монголам. Гипотетически, порох попал в Европу через несколько веков. Однако существуют споры о том, насколько китайский опыт применения пороха в боевых действиях повлиял на поздние достижения на Ближнем Востоке и в странах Европы.
Первой в истории научной работой, подробно раскрывшей процесс очищения калиевой селитры (нитрата калия) и описавшей способы приготовления чёрного пороха в правильном количественном соотношении для получения взрыва, была книга ученого мамлюкского султаната Хасана эр-Раммаха. Работы по синтезу взрывоопасного пороха Хасаном эр-Раммахом дали толчок к развитию пушек и ракет. Это позволило мамлюкам Египта стать одними из первых, кто стал применять пушки в военном деле регулярно.
Изготовление калиевой селитры требует разработанных технологических приёмов, которые появились лишь с развитием химии в XV—XVI веках и получением Глаубером азотной кислоты в 1625 году. Изготовление углеродных материалов с высокоразвитой удельной поверхностью типа древесных углей также требует развитой технологии, появившейся лишь с развитием металлургии железа. Наиболее вероятным является использование различных природных селитросодержащих смесей с органикой, обладающих свойствами, присущими пиротехническим составам. Одним из изобретателей пороха принято считать монаха Бертольда Шварца.
В течение длительного времени интенсивно разрабатывались богатейшие залежи натриевой селитры в Чили и калийной селитры в Индии и других странах. Но с давних пор селитру для изготовления пороха получали также искусственно — кустарным способом в так называемых селитряницах. Это были кучи, сложенные из растительных и животных отбросов, перемешанных со строительным мусором, известняком, мергелем. Образовавшийся при гниении аммиак подвергался нитрификации и превращался вначале в азотистую, а затем в азотную кислоту. Последняя, взаимодействуя с известняком, давала Ca(NO3)2, который выщелачивался водой. Добавка древесной золы (состоящей в основном из поташа) приводила к осаждению CaCO3 и получению раствора нитрата калия.

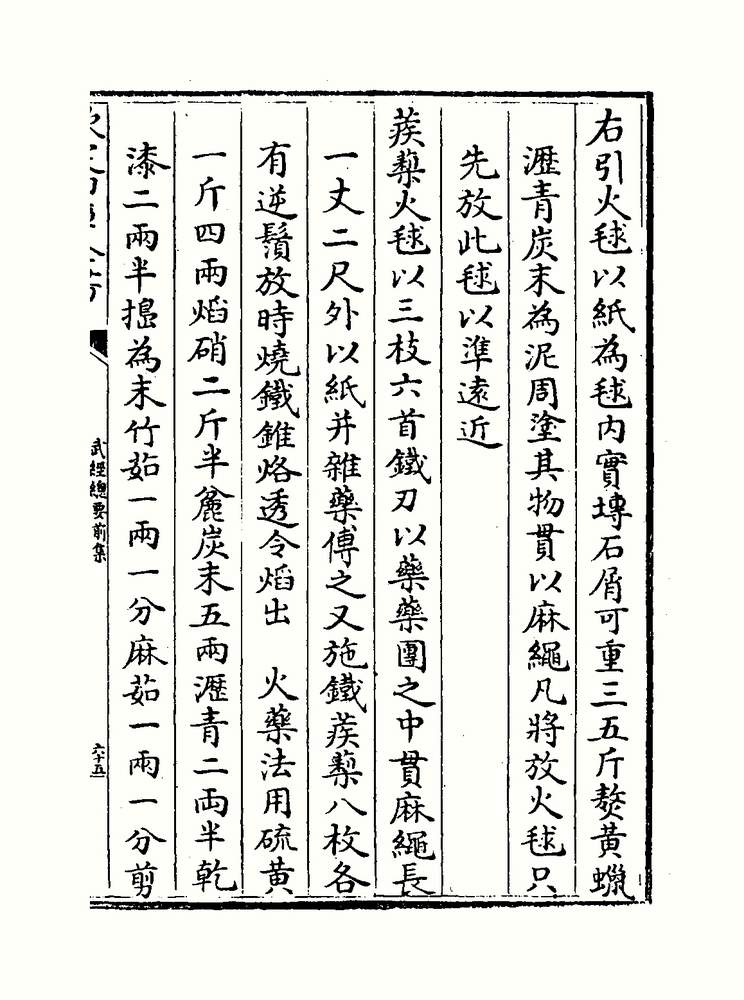
Формула для изготовления пороха (1044) Wujing zongyao часть I Vol 12
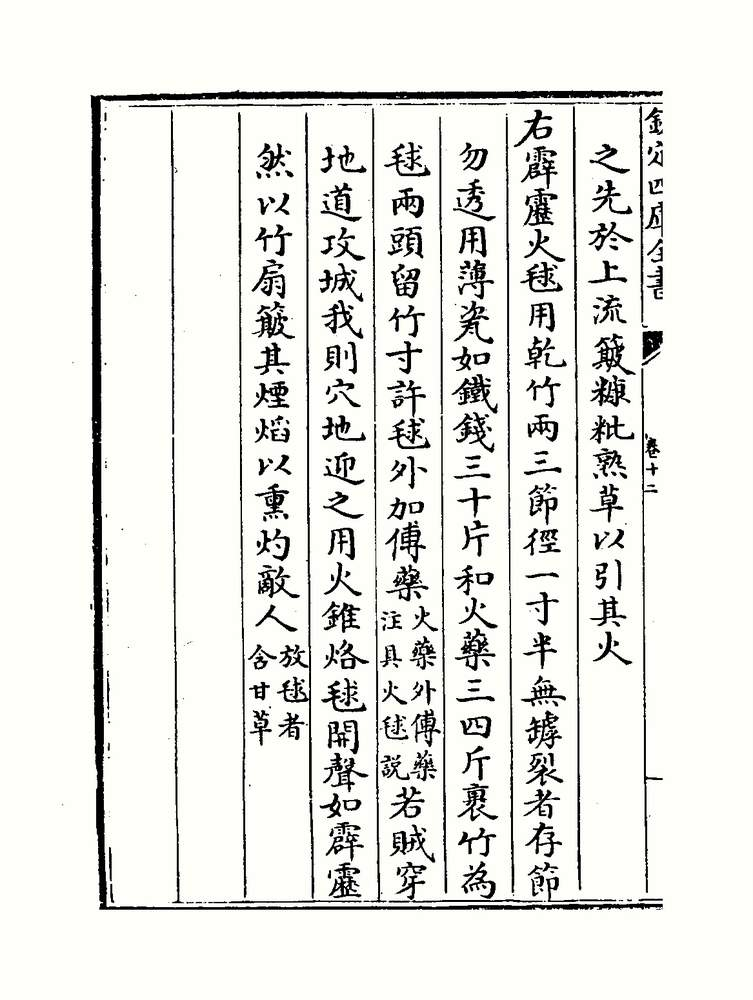
Инструкция для тушения бомб в Wujing zongyao
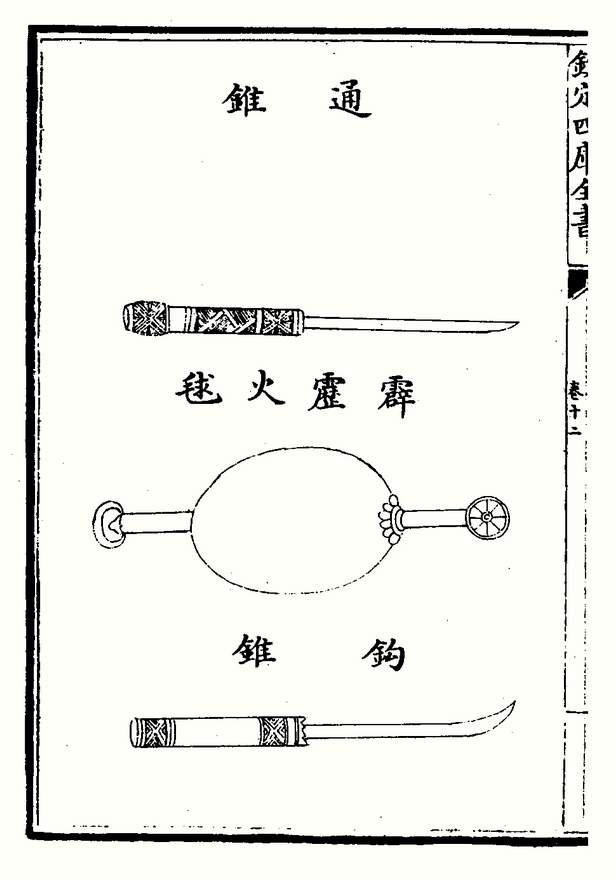
Пороховая бомба
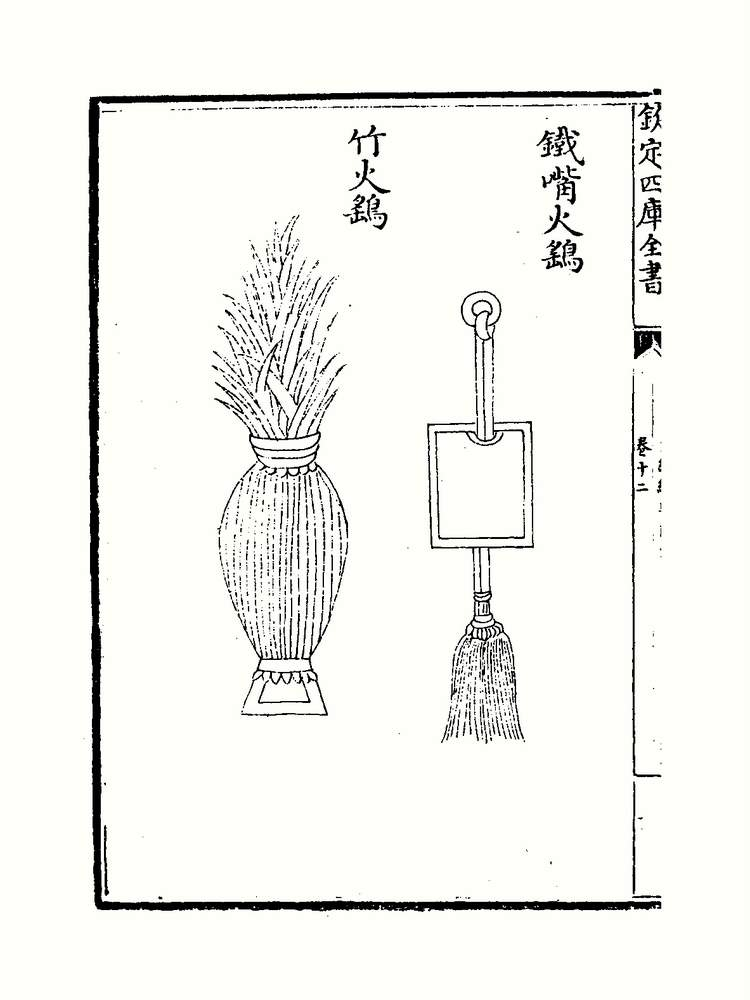
Пороховая граната

Метательное свойство дымного пороха было открыто значительно позже и послужило толчком к развитию огнестрельного оружия. В Европе (в том числе и на Руси) известен с середины XIV века; до середины XIX века оставался единственным взрывчатым веществом фугасного действия и до конца XIX века — метательным средством.
С изобретением нитроцеллюлозных порохов, а затем и индивидуальных мощных взрывчатых веществ дымный порох в значительной мере утратил своё значение.
Впервые пироксилиновый порох был получен во Франции П. Вьелем в 1884, баллиститный порох — в Швеции Альфредом Нобелем в 1888, кордитный порох — в Великобритании в конце XIX века. Примерно в то же время (1887—1891) в России Дмитрий Менделеев разработал пироколлодийный порох, а группа инженеров Охтинского порохового завода — пироксилиновый порох.
В 30-х годах XX века в СССР впервые были созданы заряды из баллиститного пороха для реактивных снарядов, успешно применявшихся войсками в период Великой Отечественной войны (реактивные системы залпового огня). Смесевые пороха для ракетных двигателей были разработаны в конце 1940-х годов.
Дальнейшее совершенствование порохов ведётся в направлении создания новых рецептур, порохов специального назначения и улучшения их основных характеристик.

## Виды порохов
Различают два вида пороха: смесевые (в том числе самый распространенный — дымный, или чёрный порох) и нитроцеллюлозные (т. н. бездымные). Порох, применяемый в ракетных двигателях, называют твёрдым ракетным топливом. Основу нитроцеллюлозных порохов составляют нитроцеллюлоза и пластификатор. Помимо основных компонентов, эти пороха содержат различные добавки.
Порох является взрывчатым веществом метательного действия. При длительном хранении больше установленного для данного пороха срока или при хранении в ненадлежащих условиях происходит химическое разложение компонентов пороха и изменение его эксплуатационных характеристик (режима горения, механических характеристик ракетных шашек и др.). Эксплуатация и даже хранение таких порохов крайне опасны и могут привести к взрыву.
| Группа                  | Название                 | Состав |
| ----------------------- | ------------------------ | --- |
| Смесевые пороха         | Дымный (чёрный) порох    | KNO3, S, C |
| Смесевые пороха         | Алюминиевый порох        | KNO3, S, Al |
| Нитроцеллюлозные пороха | Пироксилиновые           | 91-96 % пироксилина, 1,2-5 % летучих веществ (спирт, эфир и вода), 1,0-1,5 % стабилизатора (дифениламин, централит)                                     |
| Нитроцеллюлозные пороха | Баллиститные             | нитроцеллюлоза и неудаляемый пластификатор (нитроглицерин, дигликоль и т. д.)                                                                           |
| Нитроцеллюлозные пороха | Кордитные                | высокоазотный пироксилин, удаляемый (спирто-эфирная смесь, ацетон) и неудаляемый (нитроглицерин) пластификатор                                          |
| Нитроцеллюлозные пороха | Твёрдое ракетное топливо | 50-60 % окислителя, как правило перхлората аммония, 10-20 % пластифицированного полимерного связующего, 10-20 % мелкодисперсного порошка алюминия и др. |

### Смесевые пороха

#### Дымный (чёрный) порох

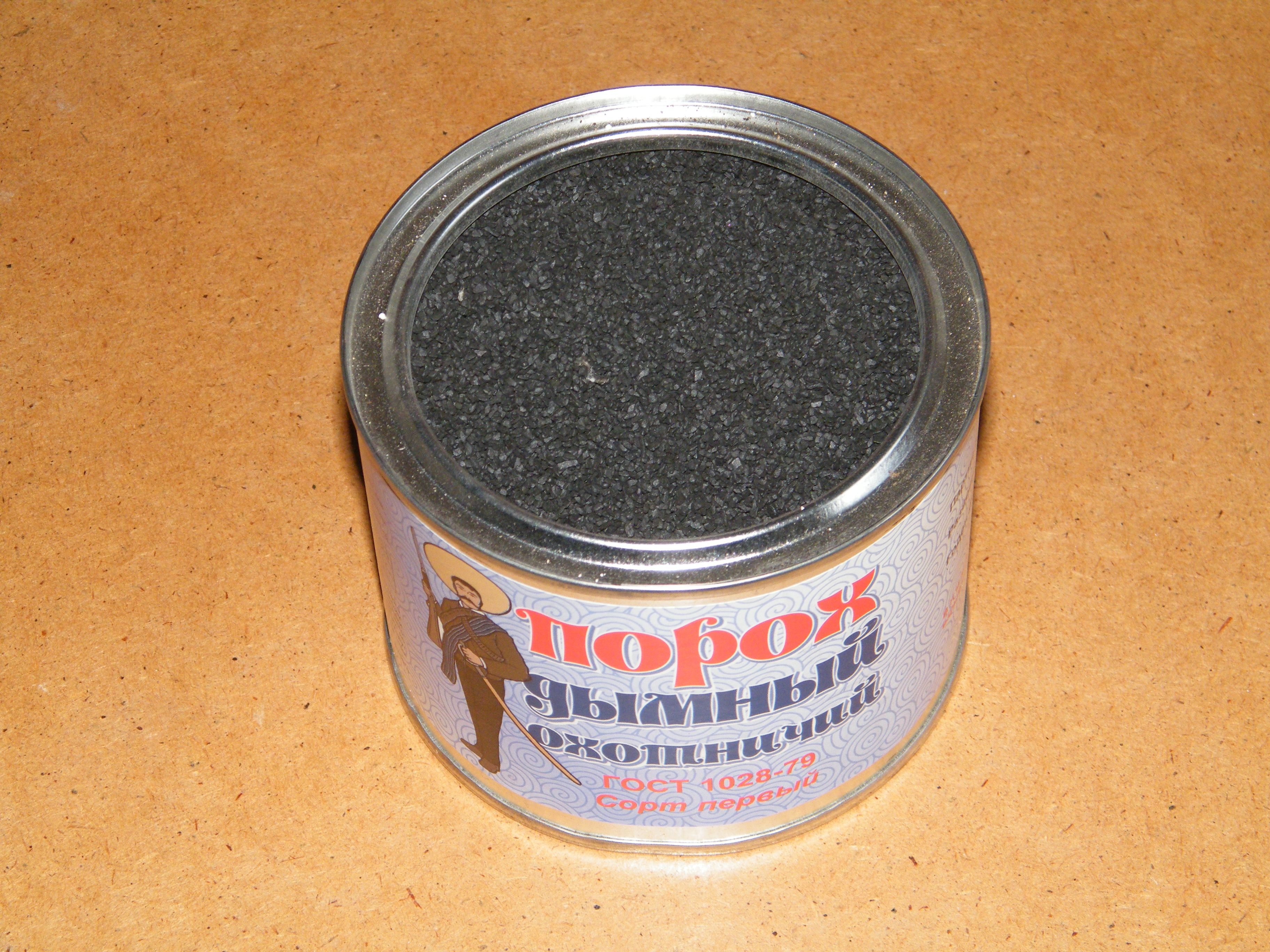
Дымный порох российского производства марки ДОП (охотничий) по ГОСТу 1028—79

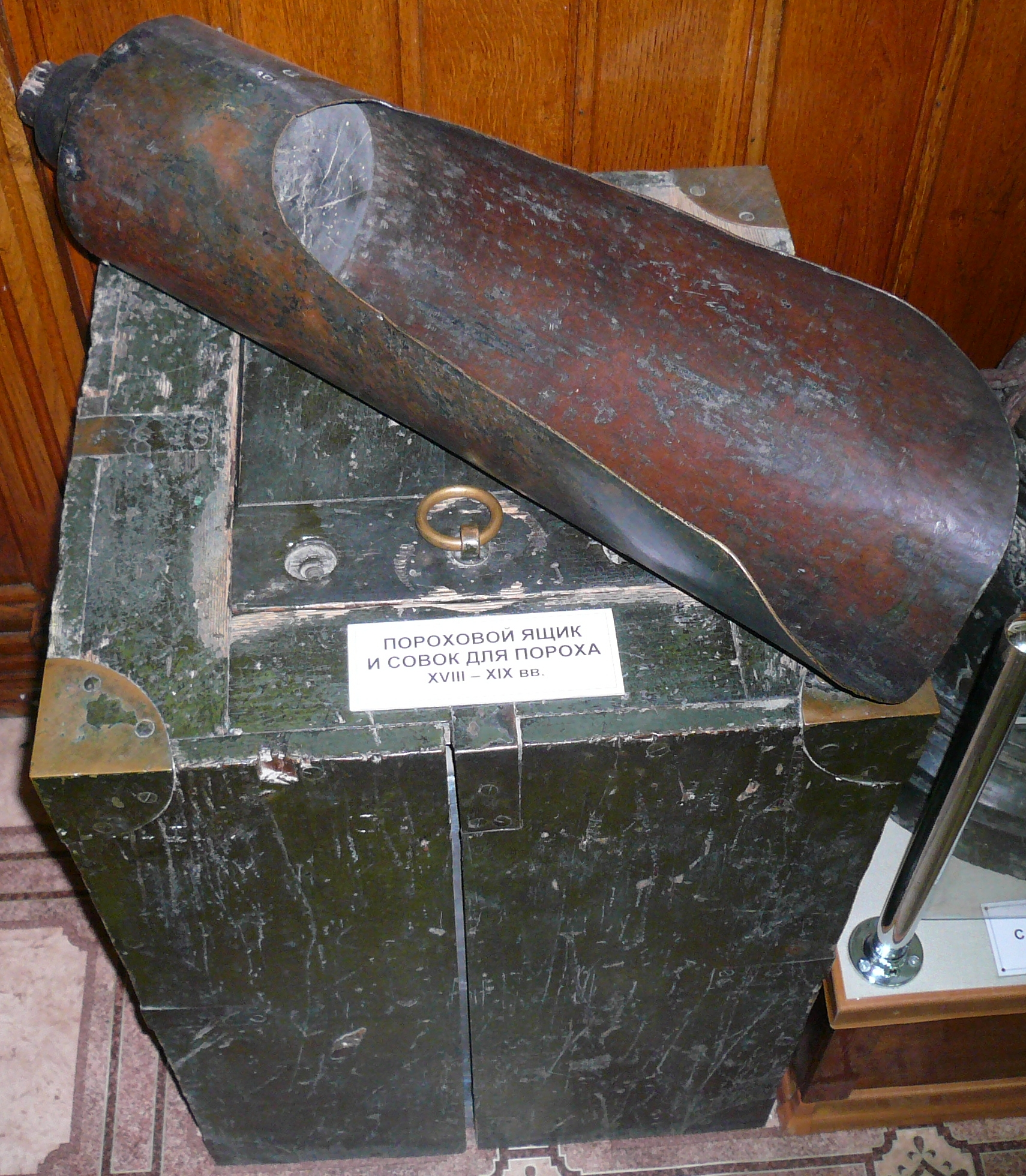
Пороховой ящик и совок для пороха XVIII—XIX веков

Современные дымные, или чёрные пороха производятся по строгим нормативам и точной технологии. Все марки чёрного пороха делятся на зернистые и пороховую пудру (т. н. пороховая мякоть, ПМ). Основными компонентами дымного пороха являются калия нитрат, сера и древесный уголь; нитрат калия является окислителем (способствует быстрому горению), древесный уголь горючим (окисляемым окислителем), а сера — добавочным компонентом (так же, как и уголь, являясь топливом в реакции, она из-за невысокой температуры воспламенения улучшает поджигаемость). Во многих странах пропорции, установленные нормативами, несколько отличаются (но не сильно).
Зернистые пороха изготовляются в виде зёрен неправильной формы в пять стадий (не считая сушки и дозирования): помол компонентов в пудру, их смешение, прессование в диски, дробление на гранулы и полировка.
Эффективность горения дымного пороха во многом связана с тонкостью измельчения компонентов, полнотой смешения и формой зёрен в готовом виде.
Сорта дымных порохов (% состав KNO3, S, C.):
- шнуровой (для огнепроводных шнуров)(77 %, 12 %, 11 %);
- ружейный (для воспламенителей к зарядам из нитроцеллюлозных порохов и смесевых твёрдых топлив, а также для вышибных зарядов в зажигательных и осветительных снарядах);
- крупнозернистый (для воспламенителей);
- медленногорящий (для усилителей и замедлителей в трубках и взрывателях);
- минный (для взрывных работ) (75 %, 10 %, 15 %);
- охотничий (76 %, 9 %, 15 %);
- спортивный.

Процесс производства дымных порохов предусматривает смешение тонкоизмельчённых компонентов и обработку полученной пороховой мякоти до получения зёрен заданных размеров. 
Дымный порох легко воспламеняется под действием пламени и искры (температура вспышки 300 °C), поэтому в обращении опасен. Хранится в герметической упаковке отдельно от других видов пороха. 
Гигроскопичен, при содержании влаги более 2 % плохо воспламеняется. 
Коррозия стволов при использовании дымного пороха намного сильнее, чем от нитроцеллюлозных порохов, поскольку побочным продуктом сгорания являются серная и сернистая кислоты. В настоящее время дымный порох используется в фейерверках. Примерно до конца XIX века применялся в огнестрельном оружии и взрывных боеприпасах.
Реакция окисления:
{\displaystyle \mathrm {2KNO_{3}+3C+S\longrightarrow K_{2}S+N_{2}+3CO_{2}+Q\uparrow } }

#### Алюминиевый порох
Алюминиевый порох применяется в пиротехнике и состоит из смешанных в определённой пропорции сильно измельченных нитрата калия/натрия (окислитель), алюминиевой пудры (горючее) и серы. Этот порох отличается большей температурой, скоростью горения и большим выделением света. Применяется в разрывных элементах и флеш-составах (производящих вспышку).
Пропорции (селитра: алюминий: сера):
- яркая вспышка — 57:28:15
- взрыв — 50:25:25.

Состав практически не отсыревает, не комкуется, но сильно мажется.

### Нитроцеллюлозные пороха

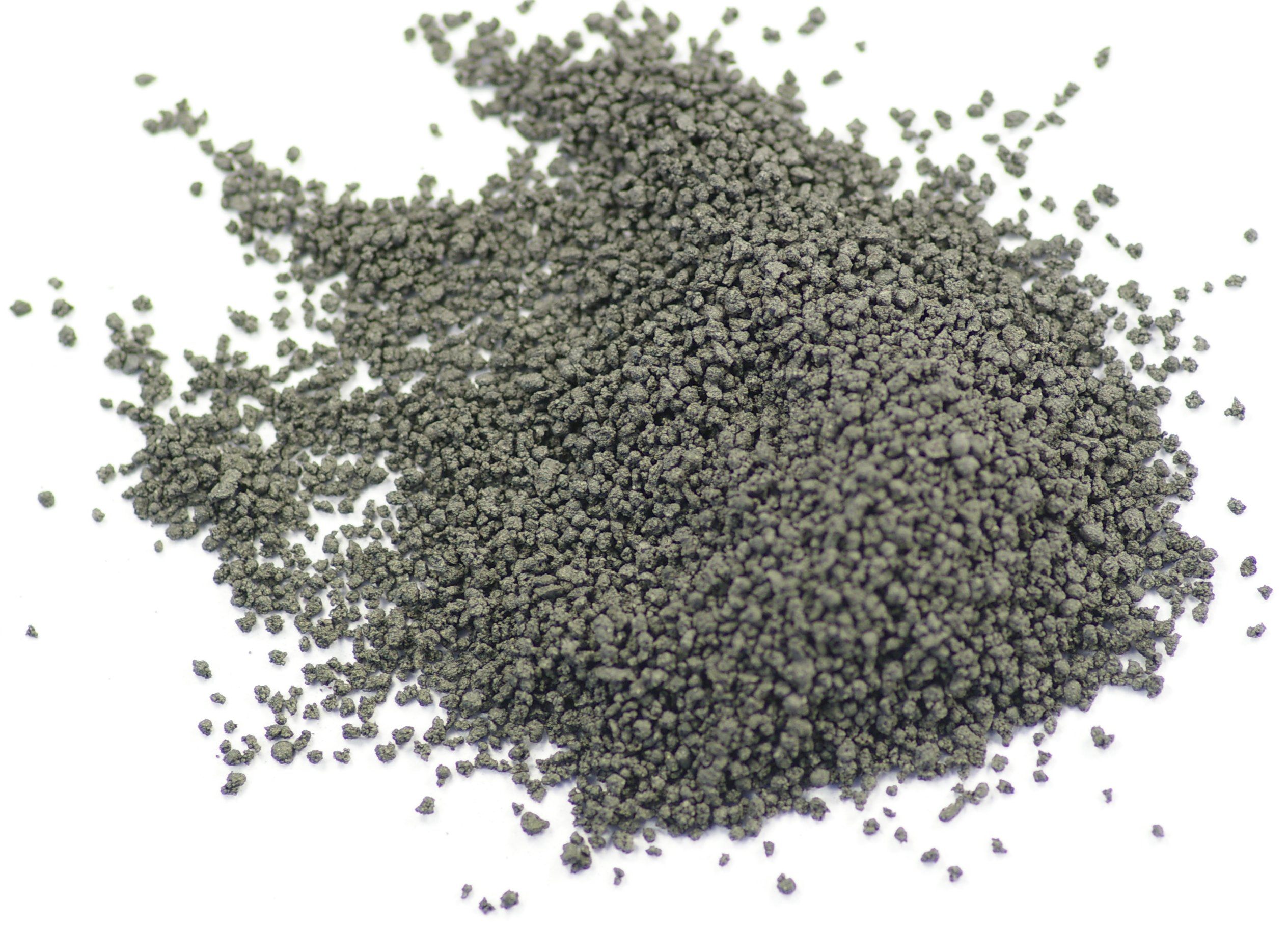
Порох (Pyrodex)

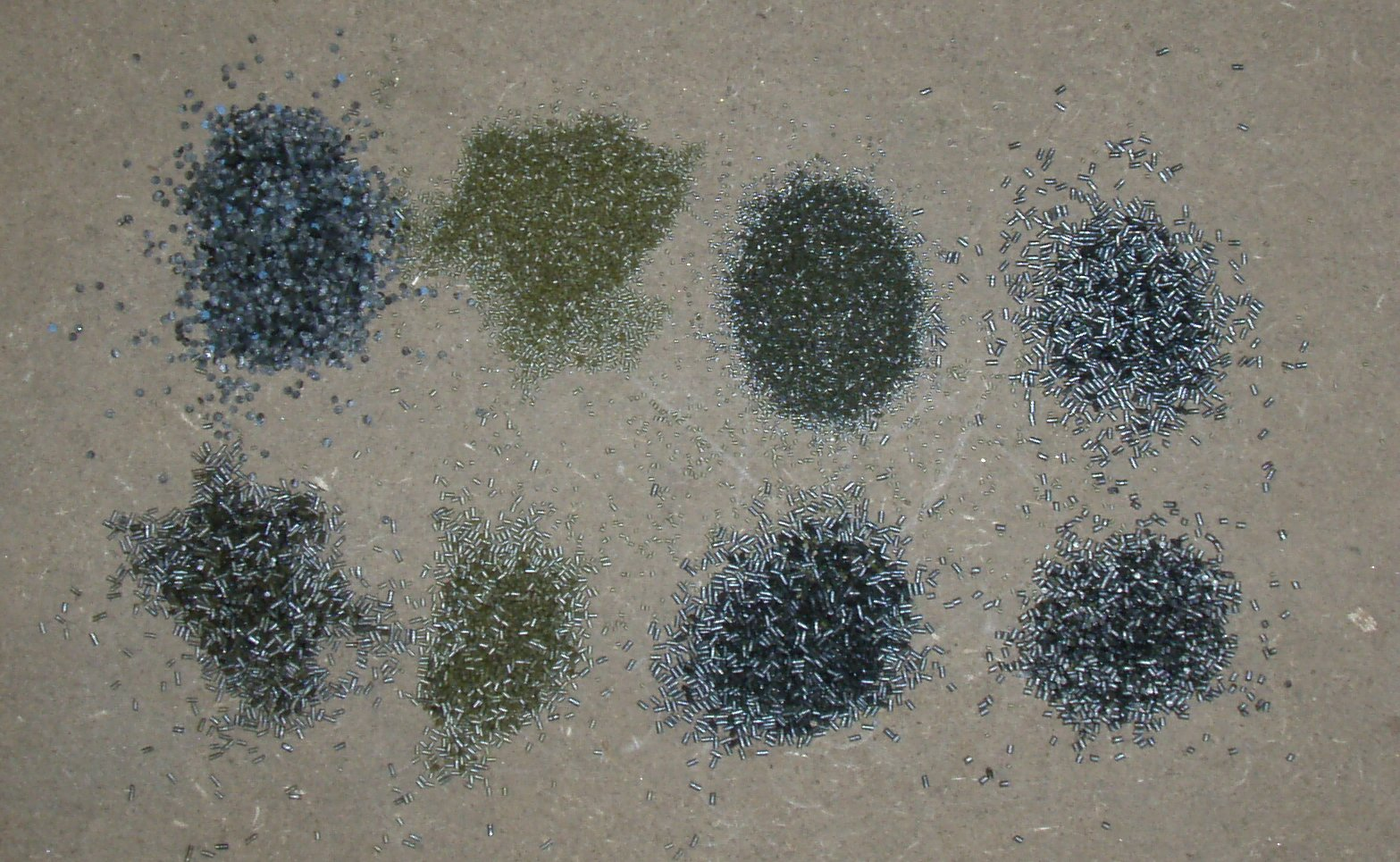
Нитроцеллюлозный порох различных сортов

В отличие от дымного (чёрного) пороха на основе угля, широкое распространение получили нитроцеллюлозные бездымные пороха, главным преимуществом которых является больший КПД и отсутствие дыма после выстрела, демаскирующего и мешающего обзору.
По составу и типу пластификатора (растворителя) нитроцеллюлозные пороха делятся на: пироксилиновые, баллиститные и кордитные.
Они применяются для изготовления современных взрывчатых веществ, порохов, пиротехнических изделий и для подрыва (инициирования) других взрывчатых веществ, то есть в качестве детонаторов. Таким образом, в современных образцах вооружения в качестве топлива в основном используют бездымный порох (порошок нитроцеллюлозы, NC).

#### Пироксилиновые
В состав пироксилиновых порохов обычно входит 91-96 % пироксилина, 1,2-5 % летучих веществ (спирт, эфир и вода), 1,0-1,5 % стабилизатора (дифениламин, централит) для увеличения стойкости при хранении, 2-6 % флегматизатора для замедления горения наружных слоев пороховых зёрен и 0,2-0,3 % графита в качестве добавок. Такие пороха изготовляются в виде пластинок, лент, колец, трубок и зёрен с одним или несколькими каналами; применяются в стрелковом оружии и в артиллерии. Основными недостатками пироксилиновых порохов являются: невысокая энергия газообразных продуктов сгорания (относительно, например, баллиститных порохов), технологическая сложность получения зарядов большого диаметра для ракетных двигателей. Основное время технологического цикла затрачивается на удаление из порохового полуфабриката летучих растворителей. В зависимости от назначения, помимо обычных пироксилиновых, имеются специальные пороха: пламегасящие, малогигроскопичные, малоградиентные (с малой зависимостью скорости горения от температуры заряда); малоэрозионные (с пониженным разгарно-эрозионным воздействием на канал ствола); флегматизированные (с пониженной скоростью горения поверхностных слоев); пористые и другие. Процесс производства пироксилиновых порохов предусматривает растворение (пластификацию) пироксилина, прессование полученной пороховой массы и резку для придания пороховым элементам определённой формы и размеров, удаление растворителя и состоит из ряда последовательных операций.

#### Баллиститные
Основу баллиститных порохов составляют нитроцеллюлоза и неудаляемый пластификатор, поэтому их иногда называют двухосновными. В зависимости от применяемого пластификатора они называются нитроглицериновыми, дигликолевыми и так далее. Обычный состав баллиститных порохов: 40-60 % коллоксилина (нитроцеллюлоза с содержанием азота менее 12,2 %) и 30-55 % нитроглицерина (нитроглицериновые пороха) или диэтиленгликольдинитрата (дигликолевые пороха) либо их смеси. Кроме того, в состав этих порохов входят ароматические нитросоединения (например, динитротолуол) для регулирования температуры горения, стабилизаторы (дифениламин, централит), а также вазелиновое масло, камфора и другие добавки. Также в баллиститные пороха могут вводить мелкодисперсный металл (сплав алюминия с магнием) для повышения температуры и энергии продуктов сгорания, такие пороха называют металлизированными. Порох изготовляются в виде трубок, шашек, пластин, колец и лент. По применению баллиститные пороха делят на ракетные (для зарядов к ракетным двигателям и газогенераторам), артиллерийские (для метательных зарядов к артиллерийским орудиям) и миномётные (для метательных зарядов к миномётам). По сравнению с пироксилиновыми баллиститные пороха отличаются меньшей гигроскопичностью, большей быстротой изготовления, возможностью получения крупных зарядов (до 0,8 метра в диаметре), высокой механической прочностью и гибкостью за счёт использования пластификатора. Недостатком баллиститных порохов по сравнению с пироксилиновыми является большая опасность в производстве, обусловленная наличием в их составе мощного взрывчатого вещества — нитроглицерина, очень чувствительного к внешним воздействиям, а также невозможность получить заряды диаметром больше 0,8 м, в отличие от смесевых порохов на основе синтетических полимеров. Технологический процесс производства баллиститных порохов предусматривает смешение компонентов в тёплой воде в целях их равномерного распределения, отжимку воды и многократное вальцевание на горячих вальцах. При этом удаляется вода и происходит пластификация нитрата целлюлозы, который приобретает вид роговидного полотна. Далее порох выпрессовывают через матрицы или прокатывают в тонкие листы и режут.

#### Кордитные

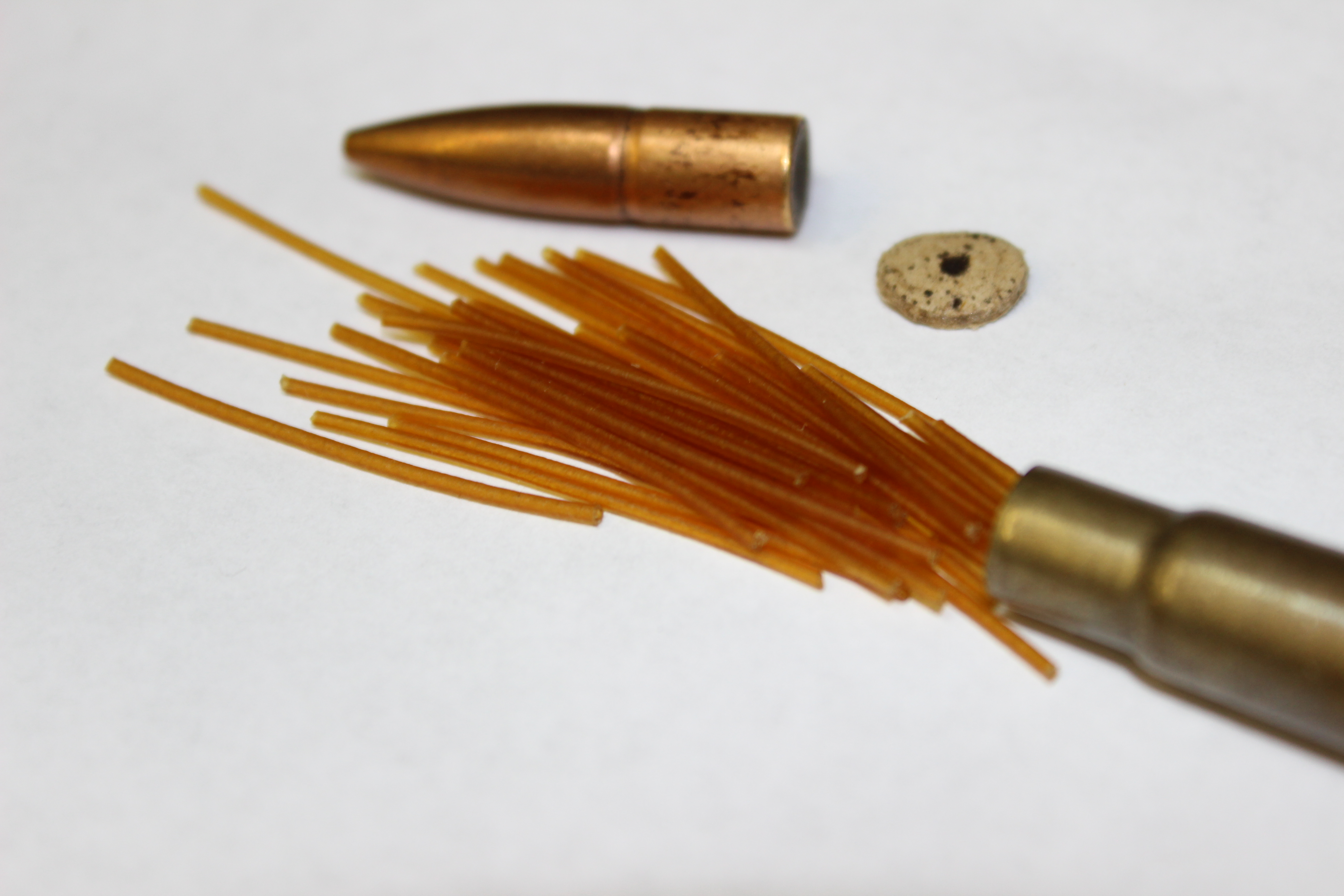
«Соломки» кордитного пороха патрона «.303 British»

Кордитные пороха содержат высокоазотный пироксилин, удаляемый (спирто-эфирная смесь, ацетон) и неудаляемый (нитроглицерин) пластификатор. Это приближает технологию производства данных порохов к производству пироксилиновых порохов.
Преимущество кордитов — большая мощность, однако они вызывают повышенный разгар стволов из-за более высокой температуры продуктов сгорания.

#### Твёрдое ракетное топливо
Смесевый порох на основе синтетических полимеров (твёрдое ракетное топливо) содержит примерно 50-60 % окислителя, как правило перхлората аммония, 10-20 % пластифицированного полимерного связующего, 10-20 % мелкодисперсного порошка алюминия и другие добавки. Это направление пороходелания впервые появилось в Германии в 30-40-е годы XX века, после окончания войны активной разработкой таких топлив занялись в США, а в начале 50-х годов — и в СССР. Главными преимуществами перед баллиститным порохом, привлёкшие к ним большое внимание, явились: более высокая удельная тяга ракетных двигателей на таком топливе, возможность создавать заряды любой формы и размеров, высокие деформационные и механические свойства композиций, возможность регулировать скорость горения в широких пределах. Эти достоинства позволили создавать стратегические ракеты с дальностью действия более 10 000 км. На баллиститных порохах С. П. Королёву вместе с пороходелами удалось создать ракету с предельной дальностью действия 2 000 км. Но у смесевых твёрдых топлив есть значительные недостатки по сравнению с нитроцелюлозными порохами: очень высокая стоимость их изготовления, длительность цикла производства зарядов (до нескольких месяцев), сложность утилизации, выделение соляной кислоты в атмосферу при горении перхлората аммония.

## Горение пороха и его регулирование
Горение параллельными слоями, с выделением газообразных продуктов, но не переходящее во взрыв, обусловливается передачей тепла от слоя к слою и достигается изготовлением достаточно монолитных пороховых элементов, лишённых трещин. Скорость горения порохов зависит от давления по степенному закону, увеличиваясь с ростом давления, поэтому не стоит ориентироваться на скорость сгорания пороха при атмосферном давлении, оценивая его характеристики. Регулирование скорости горения порохов — очень сложная задача и решается использованием в составе порохов различных катализаторов горения. Горение параллельными слоями позволяет регулировать скорость газообразования. Газообразование пороха зависит от величины поверхности заряда и скорости его горения.
Величина поверхности пороховых элементов определяется их формой, геометрическими размерами и может в процессе горения увеличиваться или уменьшаться. Такое горение называется соответственно прогрессивным или дигрессивным. Для получения постоянной скорости газообразования или её изменения по определённому закону отдельные участки зарядов (например ракетных) покрывают слоем негорючих материалов (бронировкой). Скорость горения порохов зависит от их состава, начальной температуры и давления.

## Характеристики пороха
Основными характеристиками пороха являются: теплота горения Q — количество тепла, выделяемое при полном сгорании 1 килограмма пороха; объём газообразных продуктов V, выделяемых при сгорании 1 килограмма пороха (определяется после приведения газов к нормальным условиям); температура газов Т, определяемая при сгорании пороха в условиях постоянного объёма и отсутствия тепловых потерь; плотность пороха ρ; сила пороха f — работа, которую мог бы совершить 1 килограмм пороховых газов, расширяясь при нагревании на Т градусов при нормальном атмосферном давлении.
| Тип пороха     | Количество тепла, Q, ккал/кг | Объём газов V, л/кг | Температура газов, T, K |
| -------------- | ---------------------------- | ------------------- | ----------------------- |
| Пироксилиновый | 700                          | 900                 | ~2000                   |
| Баллиститные:  | 900                          | 1000                | 1700—4000               |
| ТРТ            | 1200                         | 860                 | 1500—3500               |
| Артиллерийский | 800                          | 750                 | ~2500                   |
| Кордитный      | 850                          | 990                 | ~2000                   |
| Дымный         | 700                          | 300                 | ~2200                   |

## Невоенное применение
Кроме развлекательных целей (фейерверки) порох используют также в технических целях: в пороховом инструменте (строительно-монтажные пистолеты, пробойники и др.), в пиротехнических изделиях (пироболты, пиропатроны и т. д.). Также порох продолжает использоваться в качестве взрывчатого вещества в тех случаях, когда требуется небольшая мощность ВВ, например, при извлечении блоков гранита в карьерах (см. взрывные работы).

## Производство
Для изготовления пороха необходима нитроцеллюлоза — легковоспламеняющееся химическое соединение двойного назначения, которая создается из азотной кислоты (используемой в удобрениях) и целлюлозы (используется для выработки бумаги). 
Китай производит половину имеющегося на рынке хлопкового линта — коротковолнистого пуха, получаемого в качестве отходов при отделении длинных волокон хлопка от общей хлопковой массы; кроме КНР, на рынке нитроцеллюлозы заметную роль играют Узбекистан, Тайвань и Турция.
Пироколлодийный порох, созданный Д. Менделеевым в 1891 году, начал производиться на Шлиссельбургском заводе в 1892 году.
Современные дымные  производятся по строгим нормативам и точной технологии. Процесс производства дымных порохов предусматривает смешение тонкоизмельчённых компонентов и обработку полученной пороховой мякоти до получения зёрен заданных размеров.